# Plakarthrium punctatissimum
Plakarthrium punctatissimum là một loài chân đều trong họ Plakarthriidae. Loài này được Pfeffer miêu tả khoa học năm 1887.